# Golfbaan de Swinkelsche

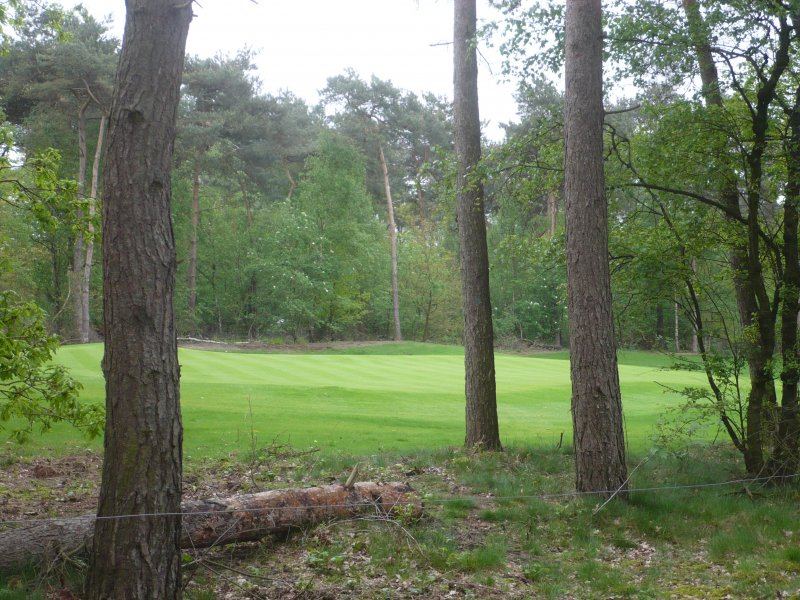
Boshole

Golfbaan de Swinkelsche is een 27-holes golfbaan in Someren in de Nederlandse provincie Noord-Brabant. Het is het eerste ontwerp van de Nederlandse golfarchitect Frank Pont.

## Geschiedenis
In 2007 hadden de gebroeders Harry en Hendrik Swinkels een boerenbedrijf maar hun kinderen wilden het bedrijf niet voortzetten. Zo kwamen zij op het idee een golfbaan aan te laten leggen, hoewel ze nog nooit op een golfbaan waren geweest. Zij vroegen aan Frank Pont een ontwerp te maken. Hun terrein van 85 hectare maakt deel uit van De Kempen, een natuurgebied bij de Belgische grens. 

## De baan
Op 1 juni 2012 is de korte 9-holes golfbaan geopend. Een deel van de baan is een bosbaan, een ander deel ligt op voormalige weilanden. De 18-holes Championship Course is in januari 2013 geopend. Sinds oktober 2013 heeft deze de A-status van de Nederlandse Golf Federatie. De drivingrange is een aquarange, dat wil zeggen dat men de ballen naar een vijver slaat.  